# Borgo Vercelli
Borgo Vercelli es una localidad y comune italiana de la provincia de Vercelli, región de Piamonte, con 2.158 habitantes.

## Evolución demográfica
| Gráfica de evolución demográfica de Borgo Vercelli entre 1861 y 2001 |
|                                                                      |
| Fuente ISTAT - elaboración gráfica de Wikipedia                      |